# Trajet de Hayashi
Pour les articles homonymes, voir Hayashi.
Le trajet de Hayashi est une étude faite par l'astrophysicien japonais Chūshirō Hayashi sur les proto-étoiles et leur équilibre hydrostatique. Plus concrètement, c'est une ligne presque verticale sur la droite du diagramme de Hertzsprung-Russell, donc une relation luminosité-température. Cette relation est respectée par les jeunes étoiles de faibles masses, c'est-à-dire pour des étoiles de moins de trois masses solaires.

Trajets d'évolution stellaire pour la pré-séquence principale (lignes bleues). Les courbes quasi verticales sont les trajets de Hayashi.
Les étoiles de faibles masses ont des trajets d'évolution presque verticaux jusqu'à ce qu'elles atteignent la séquence principale.
Pour les étoiles plus massives, le trajet de Hayashi prend une courbe vers la gauche pour rejoindre le trajet de Henyey.
Les étoiles encore plus massives naissent directement sur le trajet de Henyey.
La fin, i.e. le point de plus à gauche de chaque trajet, est identifié avec la masse de l'étoile en masses solaires et représente sa position sur la séquence principale.
Les courbes rouges, identifiées en années, sont isochrones aux âges donnés.
En d'autres termes, les étoiles de 10 ans sont sur la courbe identifiée par 10 et de même pour les trois autres isochrones.

## Détails
Après qu'une proto-étoile termine sa phase de contraction rapide et devienne une étoile T Tauri, elle est extrêmement lumineuse. Elle poursuit sa contraction, mais plus lentement. Pendant cette lente contraction, l'étoile suit le trajet de Hayashi, devenant ainsi plusieurs fois moins lumineuse, mais maintenant à peu près la même température de surface, jusqu'à ce qu'une zone radiative se développe. À ce point, l'étoile suit désormais le trajet de Henyey (en) ou la fusion nucléaire s'amorce, marquant le début de la séquence principale.
La forme et la position du trajet de Hayashi sur le diagramme de Hertzsprung-Russell dépend de la masse et de la composition chimique de l'étoile. Pour les étoiles de masse solaire, le trajet se trouve à environ 4 000 K de température. Les étoiles sur ce trajet sont presque entièrement convectives et leur opacité est dominée par les ions d'hydrogène. Les étoiles de moins de 0,5 masse solaire sont entièrement convectives même sur la séquence principale, mais la domination de leur opacité par la loi d'opacité de Kramers (en) s'amorce avant qu'elles atteignent la séquence principale. Les étoiles entre 3 et 10 masses solaires sont entièrement radiatives au début de la pré-séquence principale. Les étoiles encore plus massives naissent directement sur la séquence principale, sans évolution de type pré-séquence principale.
À la fin de la vie d'une étoile de masse faible ou intermédiaire, l'étoile suit un trajet analogue à celui de Hayashi, mais à l'envers : sa luminosité s'accroît, elle prend de l’expansion et demeure à peu près à la même température, devenant à la fin une géante rouge.

## Histoire
En 1961, le professeur Chūshirō Hayashi publie deux articles, qui conduisent au concept de la pré-séquence principale et forment la base de la compréhension moderne des débuts de l'évolution stellaire.
C. Hayashi réalise alors que dans le modèle existant, les étoiles sont supposées en équilibre radiatif (en) et ne possédant pas de zone de convection substantielle. Or, cela n'explique pas la forme de la branche des géantes rouges dans le diagramme de Hertzsprung–Russell. Il a donc remplacé le modèle en y incluant les effets de zones de convection épaisses dans l'intérieur stellaire.
Dans ses articles de 1961, Hayashi montre que l'enveloppe convective d'une étoile est déterminée par :
{\displaystyle E=4\pi G^{3/2}(\mu H/k)^{5/2}M^{1/2}R^{3/2}P/T^{5/2}}
où E est sans dimension (et n'est pas l'énergie). Les étoiles sont modélisées par des polytropes avec index 3/2, en d'autres termes, elles suivent une relation de pression-densité de :
{\displaystyle P=K\rho ^{5/3}}
Il trouve alors que E=45 est la valeur maximale pour une étoile quasi statique. Si une étoile ne se contracte pas rapidement, E=45 définit une courbe sur le diagramme HR, à droite d'une zone du diagramme où une étoile ne peut pas exister.